# Гросс, Хэлли
Хэлли Вегрин Гросс (англ. Halley Wegryn Gross; род. 27 декабря 1985, Форт-Майерс, США) — американская актриса и сценаристка. Наиболее известная благодаря написанию сценария к телесериалам «Мир Дикого запада» и «Банши», а также написанию сценария к компьютерной игре The Last of Us Part II; известна также благодаря участию в съемках и озвучивании таких фильмов как: «Через Вселенную» (2007), «Няньки» (2007), «Пропавший без вести» (2009) и др., сериалов: «Сплетница» (2007—2012), «Хорошая жена» (2009—2016), «Закон и порядок: Специальный корпус» (1999—2017), «Брод Сити» (2014—2017) и др.

## Биография и карьера
Хэлли Вегрин Гросс родилась 27 декабря 1985 года в городе Форт-Майерс, штат Флорида, США. В детстве вместе с родителями, переехала с острова Санибел во Флориде в Нью-Джерси, где окончила с отличием среднюю школу. Вскоре, Хэлли продолжила учиться в классическом театре в Королевской академии драматического искусства. Через некоторое время в 2007 году, Хэлли сосредоточившись в написании комедии, с большим почётом получила степень бакалавра, в школе индивидуализированного исследования «Галлатина», студенческом колледже в пределах Нью-Йоркского университета. Вскоре после этого, Хэлли также получила степень магистра в области драматического письма в школе искусств «Тиш», также в Нью-Йоркском университете.
В 2016 году, американская компания-разработчик компьютерных игр Naughty Dog, объявила об участии Хэлли совместно с Нилом Дракманном, в работе над сценарием компьютерной игры The Last of Us Part II. В январе 2019 года, также стало известно что Хэлли Гросс присоединилась к актёрскому составу игры в роли неназванного персонажа.
В 2017 году была номинирована на «Премию Гильдии сценаристов США» в телесериале «Мир Дикого запада» в двух номинациях — «Лучший сценарий нового сериала» и «Лучший сценарий в драматическом сериале».

## Избранная фильмография
| Год       |     | Русское название                      | Оригинальное название             | Роль                             |
| --------- | --- | ------------------------------------- | --------------------------------- | -------------------------------- |
| 2000      | с   | Как вращается мир                     | As the World Turns                | Бекка                            |
| 2001      | в   | —                                     | Dream Street: Live                | Девушка мечты                    |
| 2002      | с   | Воспитание Макса Бикфорда             | The Education of Max Bickford     | Скай                             |
| 2003      | с   | Третья смена                          | Third Watch                       | Мэдлин                           |
| 2003      | с   | Американские мастера                  | American Masters                  | Бетти Пэррис                     |
| 2006      | с   | Книга Даниэля                         | The Book of Daniel                | Ванда                            |
| 2006      | ф   | В расположении                        | Lying                             | Хелла                            |
| 2006      | кор | —                                     | Leaving Gussie                    | Гасси                            |
| 2007      | ф   | Через Вселенную                       | Across the Universe               | Девушка Макса                    |
| 2007      | ф   | Няньки                                | The Babysitters                   | Надин Вудберг                    |
| 2007      | с   | Сплетница                             | Gossip Girl                       | Харпер                           |
| 2008      | с   | Закон и порядок: Преступное намерение | Law & Order: Criminal Intent      | Нэнси Уильямс                    |
| 2009      | кор | —                                     | Chemistry Project                 | Сценарий                         |
| 2009      | ф   | Пропавший без вести                   | The Missing Person                | Хлоя                             |
| 2010      | с   | Хорошая жена                          | The Good Wife                     | Джудит Бруссард                  |
| 2012      | с   | Закон и порядок: Специальный корпус   | Law & Order: Special Victims Unit | Лори                             |
| 2013      | кор | —                                     | Scent of a Woman                  | Хлоя / сценаристка               |
| 2013      | кор | —                                     | Jerome's Bouquet                  | Холли Хемпстон                   |
| 2014      | ф   | Машина сердца                         | The Heart Machine                 | Сара                             |
| 2014—2017 | с   | Брод Сити                             | Broad City                        | Паркер Лукстон                   |
| 2015      | с   | Банши                                 | Banshee                           | Сценаристка                      |
| 2016      | с   | Мир Дикого запада                     | Westworld                         | Сценаристка                      |
| 2017      | с   | Изумрудный город                      | Emerald City                      | Сценаристка                      |
| 2019      | с   | Слишком стар, чтобы умереть молодым   | Too Old to Die Young              | Сценаристка                      |
| 2020      | ки  | Одни из нас: Часть II                 | The Last of Us Part II            | Сценаристка Неизвестный персонаж |